# Cambridgea reinga
Cambridgea reinga är en spindelart som beskrevs av Forster och Wilton 1973. Cambridgea reinga ingår i släktet Cambridgea och familjen Stiphidiidae. Inga underarter finns listade.